# Naab-Wondreb-Senke
Die Naab-Wondreb-Senke, oder alternativ Waldnaab-Wondreb-Senke genannt, trennt das Fichtelgebirge im Nordwesten vom Oberpfälzer Wald im Südosten und endet kurz hinter Waldsassen, wo die beiden Bergzüge nur durch den Verlauf der Wondreb getrennt sind.
Hinter Hundsbach öffnet sich dann das tiefer gelegene Egerbecken. In der Mitte liegt die Wasserscheide zwischen der Waldnaab im Südwesten und der Wondreb im Nordosten. Dieser niedrig gelegene Abschnitt der Europäischen Hauptwasserscheide war im Mittelalter ein wichtiger Verkehrsweg zwischen Bayern bzw. Franken und Böhmen und bildet das Zentrum des Stiftlandes.
Die Naab-Wondreb-Senke stellt naturräumlich nach der grenzübergreifenden deutschen Systematik die Haupteinheit 396 innerhalb der Haupteinheitengruppe 39 (Thüringisch-Fränkisches Mittelgebirge) dar, die hier nach Südosten ausläuft. Seit September 2010 existiert ein Neuentwurf der Naturräume Nordostbayerns.

## Geographie und Geologie
Zwischen Tirschenreuth, Waldsassen, Mitterteich, Fuchsmühl und Falkenberg ist die Landschaft schwach gewellt mit Höhen von 550 m bis 460 m über N.N. Die Übergänge zum höher gelegenen Bergland sind fließend, eine Abgrenzung ist daher schwierig. Während sich das Bergland hebt, senkt sich dieses Gebiet ab. Im Süden, insbesondere um Falkenberg, bricht die Waldnaab durch eine niedrige Schwelle, die sich ebenfalls hebt, und bildet einen 50 m tief eingeschnittenen Canyon, das Waldnaabtal. Dort herrscht ein grobkristalliner Granit vor, auch die Erdstrahlung ist dort eine der höchsten in ganz Bayern. Das Tal der Fichtelnaab gehört nicht mehr zur Naab-Wondreb-Senke, denn sie fließt entlang der Erbendorfer Störung, eines Seitenastes der Fränkischen Linie. Um Tirschenreuth gibt es bedeutende Kaolingruben, die durch die Verwitterung des Granits entstanden sind.

## Landwirtschaft
Südlich von Wiesau und nordwestlich von Tirschenreuth befinden sich im Kernbereich des Gebiets ausgedehnte Wälder, die von landwirtschaftlichen Flächen eingerahmt sind. Die zahlreichen Weiher und Teiche in diesen Wäldern bilden die sogenannten Teichpfannen, geben der Landschaft ein skandinavisches Aussehen und werden zur Karpfenzucht genutzt. Intensiver Ackerbau findet im Wesentlichen am Südhang des Steinwalds und an den Oberläufen von Waldnaab und Wondreb statt. Die früher bestimmende Milchwirtschaft ist, trotz widriger Umstände, immer noch bedeutend.

## Hydrographie
Neben den Feuchtgebieten in den Auen und an Teichrändern befinden sich auch innerhalb der Waldkomplexe viele Stillgewässer. Es gibt naturnahe Waldbestände wie Bruchwälder und Laubwälder sowie aufgelassene Tongruben und Steinbrüche.
Das Klima ist stark kontinental (und montan) geprägt, mit starker sommerlicher Erwärmung und kalten Wintern (40–50 Eistage/100–120 Frosttage). Die Jahresniederschlagsmenge liegt bei 600–650 mm und ist damit leicht unterdurchschnittlich. Im geologischen Untergrund dominieren obermiozäne Tone, die wasserundurchlässige Stauhorizonte bilden. Dadurch kommt es oft zu lang andauernden hohen Wasserständen – Voraussetzung für den sehr „feuchten Charakter“ der Landschaft mit seinen ausgedehnten Feuchtgebieten und den landschaftsprägenden Teichketten.

## Naturschutz
Sowohl die Waldnaabaue, nicht zu verwechseln mit dem Waldnaabtal, als auch die Wondrebaue stehen unter Naturschutz (Liste der FFH-Gebiete im Landkreis Tirschenreuth). Zu den für die Region typischen Tierarten zählen Fischadler, Schwarzstorch, Kranich, Eisvogel, Biber, Fischotter, Moorfrosch, Kammmolch, Flussperlmuschel, Große Moosjungfer, Ringelnatter und Kreuzotter. Das BfN vermutet, dass Waldreste erhalten bleiben bzw. sich entwickeln und die Teichwirtschaft extensiviert wird. Die potenzielle natürliche Vegetation der Naab-Wondreb-Senke wäre ein Zittergrasseggen-Stieleichen-Hainbuchenwald teilweise im Komplex mit Schwarzerlen-Eschen-Sumpfwald.